# Nkambé
Nkambé ist eine Gemeinde in Kamerun in der Region Nord-Ouest und Hauptort des Départements Donga-Mantung. 

## Geografie
Nkambé liegt im Nordwesten Kameruns, etwa 50 Kilometer von der Grenze zu Nigeria.

## Verkehr
Nkambé liegt an der Nationalstraße N11.